# Zeynep Aksu
Zeynep Aksu, de son vrai nom Füsun Demiroğlu, née le 1er novembre 1949 à Istanbul, est une actrice turque. Elle est l'une des figures féminines les plus connues de l'âge d'or du cinéma turc.